# Hexakosioihexekontahexafóbia
A hexakosioihexekontahexafóbia, amely az ógörög ἑξακόσιοι [hexakósioe", "hatszáz"], ἑξήκοντα [hexékonta, "hatvan"], és ἕξ [héx, "hat"]; kifejezésből ered, amely szó szerint a 666-os számtól való félelmet jelent, amely a bibliai Jelenések Könyve 13:18 szakaszában szerepel.
A Biblia szerint a 666-os szám a Fenevad száma, melyet a sátánhoz, illetve az antikrisztushoz kötnek.

## Példák hexakosioihexekontahexafóbiásokra
Nancy Reagan és Ronald Reagan híresült el hexakosioihexekontahexafóbiájukról, mikor 1979-ben elköltöztek bel-airi (Los Angeles-i) otthonukból, mivel az a  666. St. Cloud Road címen volt. Reagan felesége 668-ra változtatta a házszámot, hogy elkerüljék a „gonosz számát”
Ez a fóbia számos film témájaként szolgált, mint például az eredeti és a 2006-os Ómen című filmek alapjául is. A 666-os szám felbukkan a Itéletnap című filmben is. 
Néhány nő inkább elnapoltatta, vagy korábban hozta világra gyermekét, nehogy ők 2006. június 6-án lássák meg a napvilágot.

## Fordítás
Ez a szócikk részben vagy egészben  a   Hexakosioihexekontahexaphobia című angol Wikipédia-szócikk ezen változatának fordításán alapul.  Az eredeti cikk szerkesztőit annak laptörténete sorolja fel. Ez a jelzés csupán a megfogalmazás eredetét és a szerzői jogokat jelzi, nem szolgál a cikkben szereplő információk forrásmegjelöléseként.